# Luganville Soccer City Stadium
El Luganville Soccer City Stadium es un estadio multiusos ubicación en la ciudad de Luganville, Vanuatu.

## Historia
Fue inaugurado en 2010 con el nombre Chapuis Stadium como la sede principal de la Asociación de Fútbol de Luganville. En 2013 fue renovado y su nombre fue cambiado por el actual como parte del Proyecto Gol de la FIFA.
En 2016 fue utilizado para los Juegos Nacionales de Vanuatu y el Campeonato Sub-20 de la OFC 2016.